# نبات الراقص
نبات الراقص، الذي يُعرف أيضًا باسم نبات التلغراف أو نبات السيمافور، هو شجيرة استوائية تنتمي إلى عائلة البازلاء ويُعرف علميًا باسم كوداريوكاليكس المتحرك (مع أنه غالبًا ما يُصنّف ضمن جنس ديزموديوم. يُعد هذا النبات من بين القلة القليلة من النباتات القادرة على الحركة السريعة، وتشمل هذه المجموعة أيضًا نبتة المستحية، وفخ الذباب فينوس ، والنبات المثاني.
تظهر هذه الحركة في أوقات النهار عندما تزيد درجة الحرارة عن 72 درجة فهرنهايت (22 درجة مئوية). ويُعتقد أن أوراقه الجانبية الصغيرة تتحرك بطريقة متناغمة على ما يبدو كأنها تدور حول محور مشترك، يشبه حركة شفرات مجداف الكاياك، رغم عدم وجود اتصال مادي صلب بينهما.
يوجد نبات الراقص في مناطق واسعة تشمل دول جنوب آسيا وشرقها مثل بنغلاديش، بوتان، كمبوديا، الصين، الهند، إندونيسيا، لاوس، ماليزيا، ميانمار، نيبال، باكستان، سريلانكا، تايوان، تايلاند، وفيتنام. كما يمكن العثور عليه في جزر سوسايتي، وهي مجموعة جزر نائية في جنوب المحيط الهادئ. ينتج النبات أزهارًا صغيرة بلون أرجواني، وتتميز أوراقه الجانبية الصغيرة بقدرتها على الحركة السريعة التي يمكن ملاحظتها بالعين المجردة. يُعتقد أن هذه الحركة قد تكون وسيلة لزيادة امتصاص الضوء من خلال تتبع مسار الشمس.كل ورقة تحتوي على مفصل يتيح لها التحرك بهدف تحسين تعرضها للضوء، إلا أن وزن الأوراق الكبيرة يجعل الحركة عملية تستهلك الكثير من الطاقة. لتحسين الكفاءة، تحتوي كل ورقة كبيرة على ورقتين صغيرتين عند قاعدتها تتحركان باستمرار في مسار بيضاوي، مما يسمح لهما بمعاينة شدة الضوء وتوجيه الورقة الكبيرة نحو المناطق الأكثر إشعاعًا. توجد أيضًا فرضيات تشير إلى أن الحركات السريعة قد تكون وسيلة لإبعاد الحيوانات المفترسة. كما يُعتقد أن هذه الحركات قد تُحاكي حركة الفراشات بهدف منعها من وضع البيض على الأوراق.
يرجع الاسم الشائع للنبات إلى حركة أوراقه الصغيرة، التي تدور في دورات تتراوح بين ثلاث إلى خمس دقائق. هذا السلوك يشبه طريقة عمل تلغراف السيمافور، وهو نظام إشارات يعتمد على مجاديف قابلة للتعديل يمكن رؤيتها من بعيد، حيث تنقل أوضاعها رسائل معينة. بناءً على هذا التشابه، اكتسب النبات أسماءه الشائعة مثل "نبات التلغراف" و"نبات السيمافور".

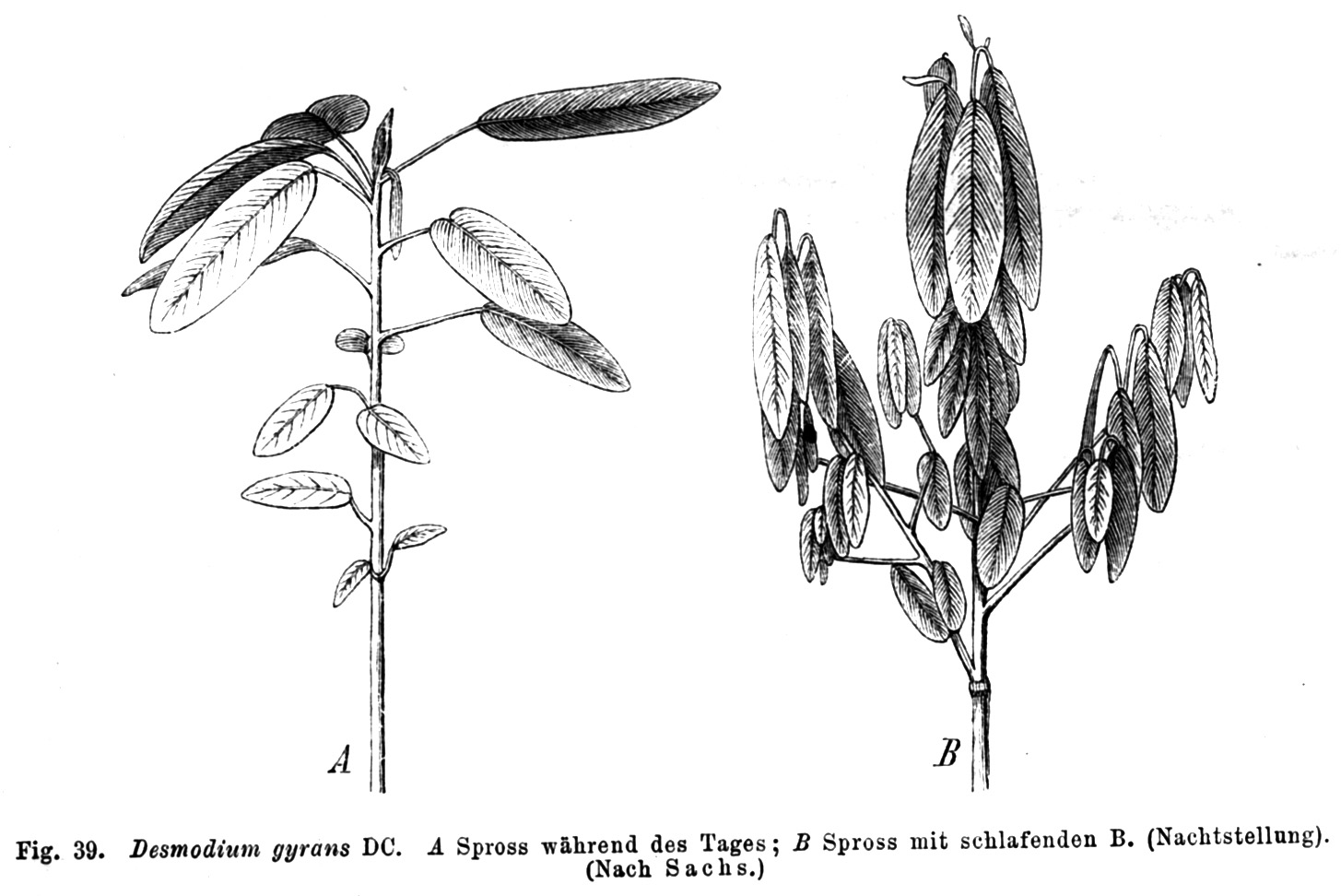
فرع أثناء النهار (يسار) والليل (يمين)

ذكرت معلومات عن النبات في كتاب تشارلز داروين " قوة الحركة في النباتات" الصادر عام 1880.

## الاستخدام
بفضل ميزتها الفريدة المتمثلة في قدرتها على "الرقص"، يُزرع هذا النبات كعنصر زخرفي في الحدائق. كما يتم أحيانًا تشكيله وتحويله إلى أشجار بونساي صغيرة، مما يضيف لمسة جمالية فريدة إلى المساحات الخضراء. بالإضافة إلى قيمته الزخرفية، يمتلك هذا النبات أيضًا خصائص طبية بفضل أوراقه وسيقانه وجذوره التي تحتوي على كميات ضئيلة من قلويدات التريبتامين، مثل DMT و5-MeO-DMT، وهي مركبات تُستخدم في الطب التقليدي لعلاج بعض الحالات.